# رافاييل ماركيز (صحفي)
رافاييل ماركيز (بالبرتغالية: Rafael Marques‏) هو صحفي أنغولي، ولد في 31 أغسطس 1971 في لواندا في أنغولا.